# Hans von Kulmbach

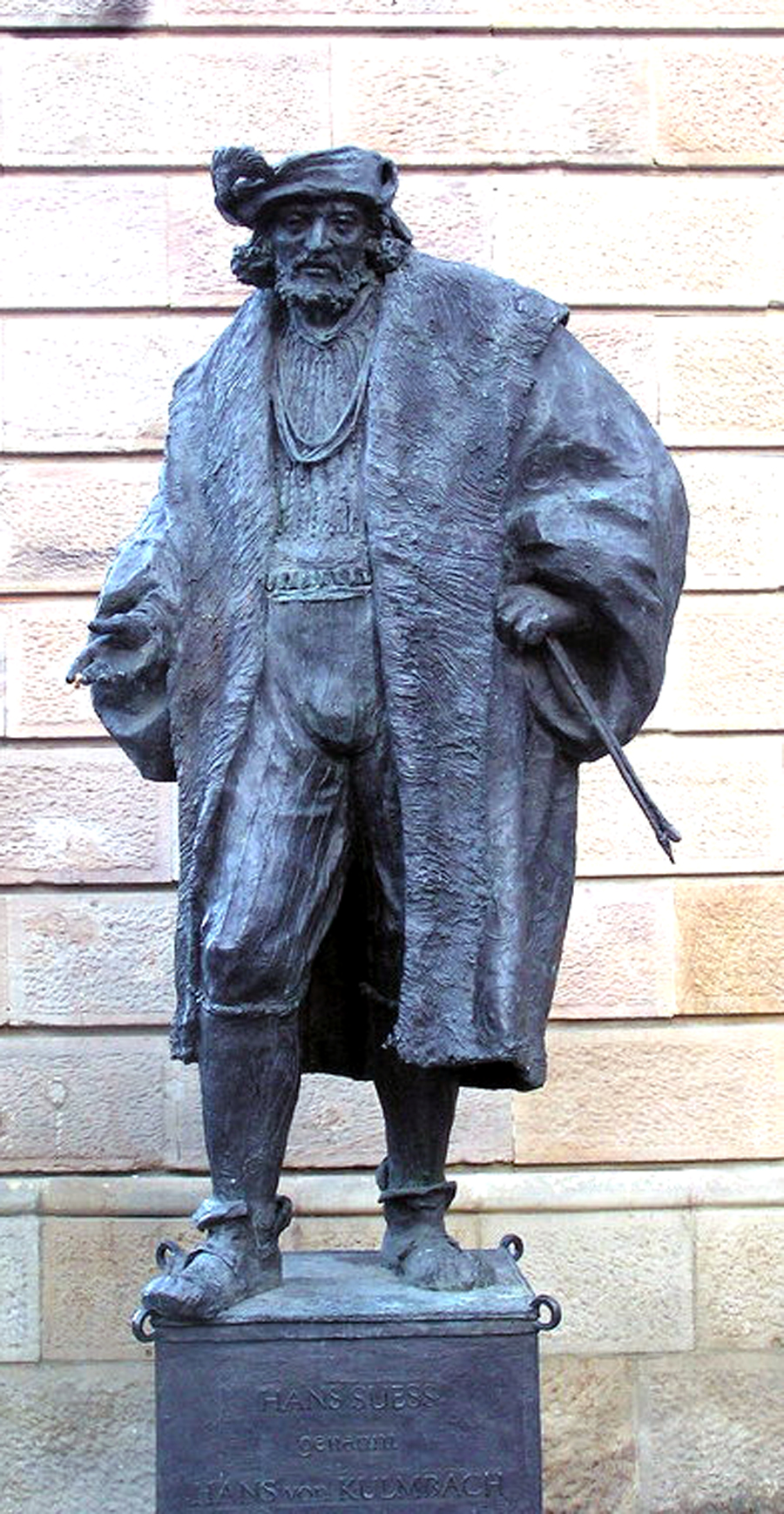
Statue de Hans von Kulmbach à Kulmbach.

Hans von Kulmbach, appelé aussi de son vrai nom Hans Suess, Hans Süß ou Hans Süss, (vers 1480 à Kulmbach, mort vers 1522 à Nuremberg) est un peintre, dessinateur et graveur allemand.

## Biographie
Hans von Kulmbach est l'élève du peintre Jacopo de' Barbari puis vient à Nuremberg à partir de 1500, où il est l'assistant et l'ami d'Albrecht Dürer. Il devint citoyen de la ville en 1511. Dès lors il signa ses œuvres HK.
En 1514, il reçut des commandes de Cracovie qui entretenait d'étroites relations commerciales avec Nuremberg. Il se rend dans cette ville en 1514 créer des Scènes de la vie de la Vierge, qui montrent l'influence du maître allemand.
Plus tard, il a son atelier à Nuremberg. L'un de ses mécènes est le marchand Hans Boner.
Il fut surtout actif comme peintre de retables, mais il est également connu comme dessinateur de gravures sur bois et de vitraux polychromes. Il fut considéré comme un des coloristes les plus sensibles de l'école de Dürer. Il s'intéressa aux paysages de l'école du Danube.

## Œuvres
- Saint Sébastien, 1510, huile sur panneau, 51 × 41 cm, forteresse de Cobourg, Bavière.
- Portrait de Casimir de Brandebourg-Kulmbach, 1511, peinture sur tilleul, 43 × 31 cm, Alte Pinakothek, Munich.
- L’Adoration des mages, 1511, tilleul, 153 × 110 cm, Gemäldegalerie (Berlin).
- Le Couronnement de la Vierge, 1514, couleur sur bois de conifères, 117 × 79 cm, musée d'histoire de l'art de Vienne.
- Vierge à l'Enfant, 1519, peinture sur bois, 34 × 30 cm, Gemäldegalerie (Berlin).
- Pour l'autel d'une église de Cracovie, huit peintures de 1514-1516, conservées au musée des Offices à Florence dont :
  - La Vocation de saint Pierre et L'Arrestation de saint Paul, huiles sur bois, 130 × 96 cm[2].
- Jeune fille fabriquant une couronne, huile sur panneau, 18 × 14 cm, Metropolitan Museum of Art, New York.
- Ange tenant un écusson aux armoiries de la famille Eseler, plume, encre brune, H. 0,188 ; L. 0,138 m, Beaux-Arts de Paris[3]. Ce dessin est à mettre en relation avec l'ensemble de vitraux ornant le chörlein construit sur le mur est du presbytère de Saint-Sebald de Nuremberg. Son aménagement, financé par Melchior Pfinzing, s'échelonne entre 1513 et 1517. Quasiment à l'échelle du petit vitrail de cabinet, le dessin des Beaux-Arts a pu servir de carton à l'atelier de Veit Hirsvogel, qui le transpose presque sans changement[4].

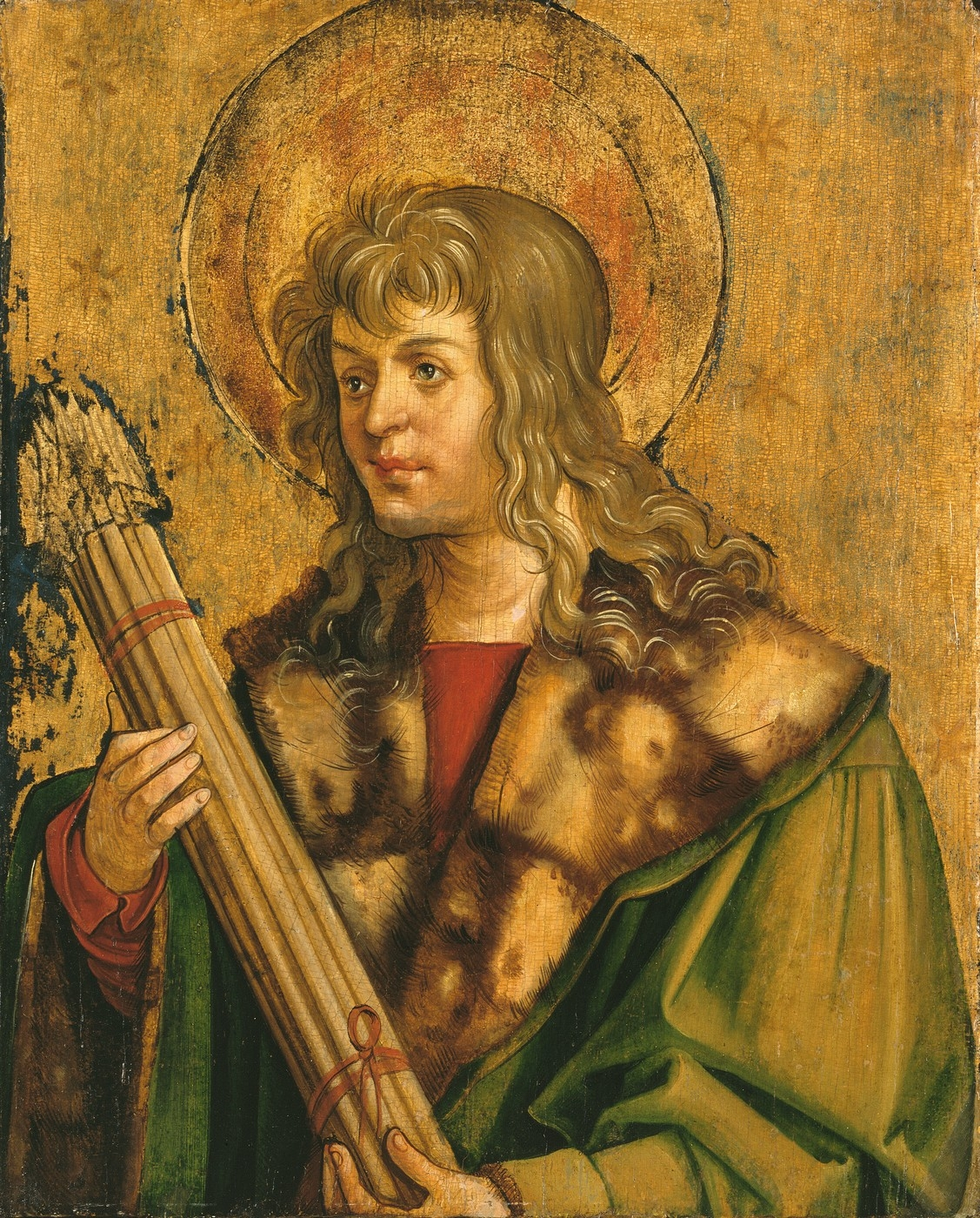
Saint Sébastien 1510, Cobourg
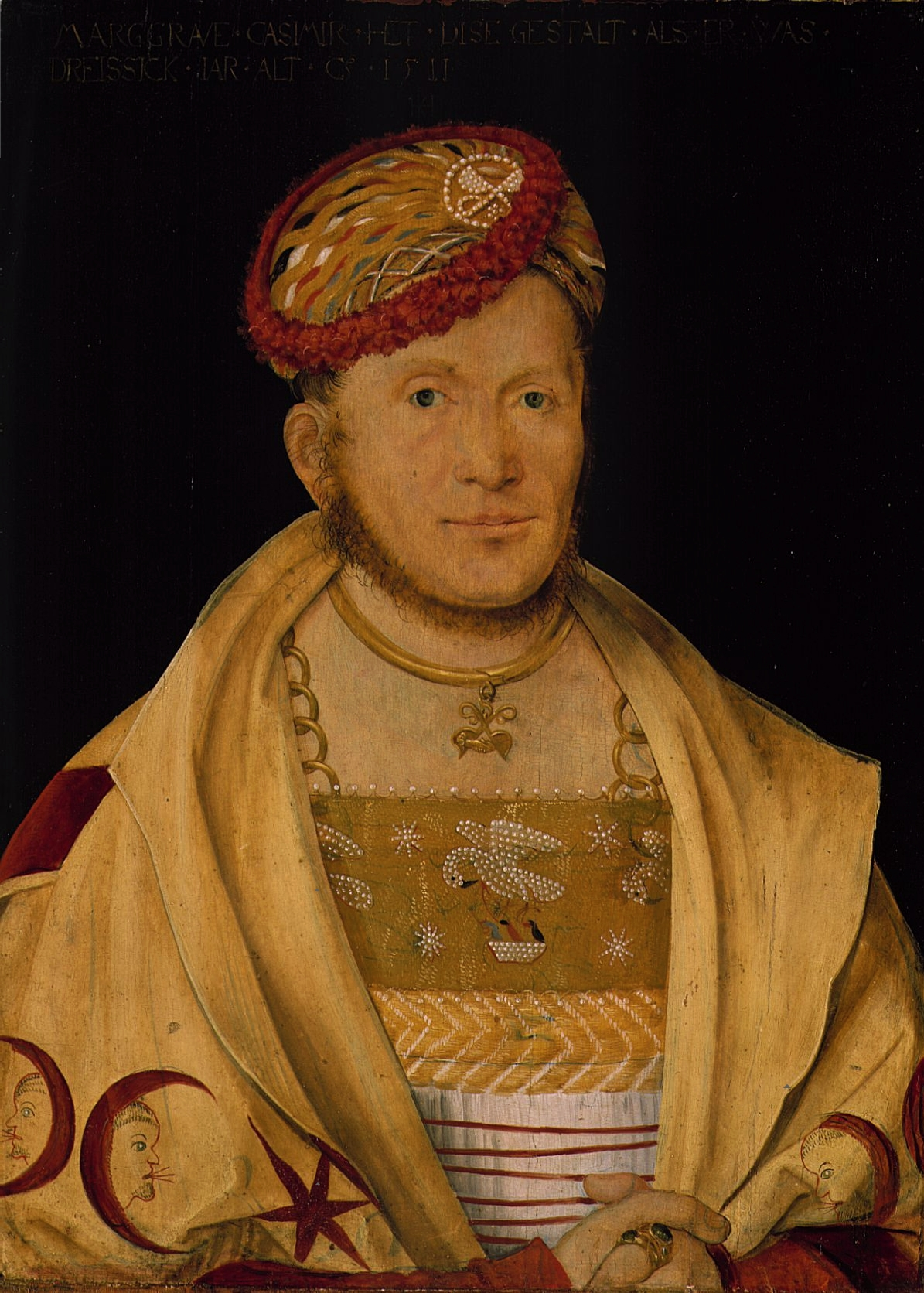
Casimir de Brandebourg 1511, Munich
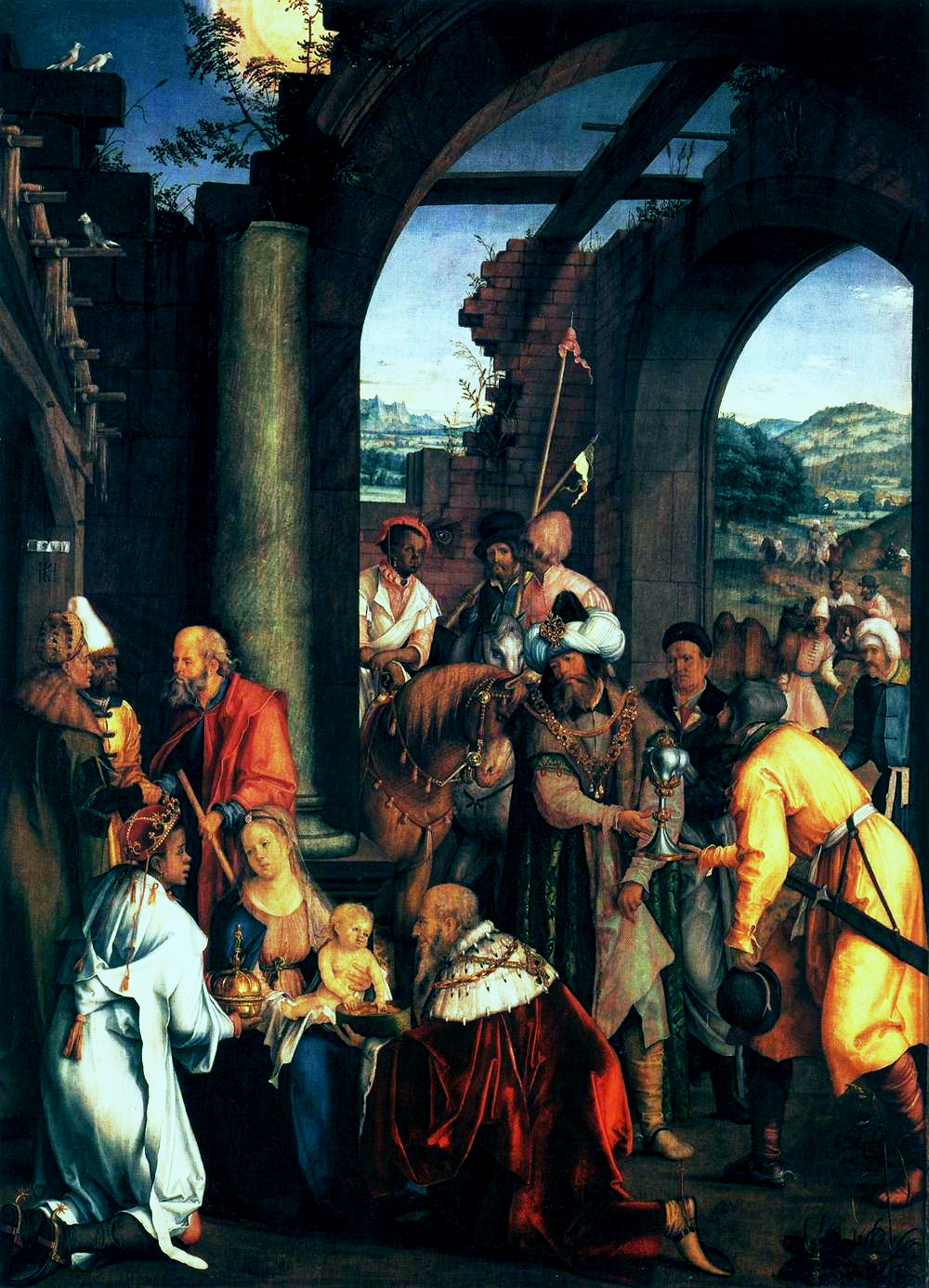
Adoration des mages 1511, Berlin
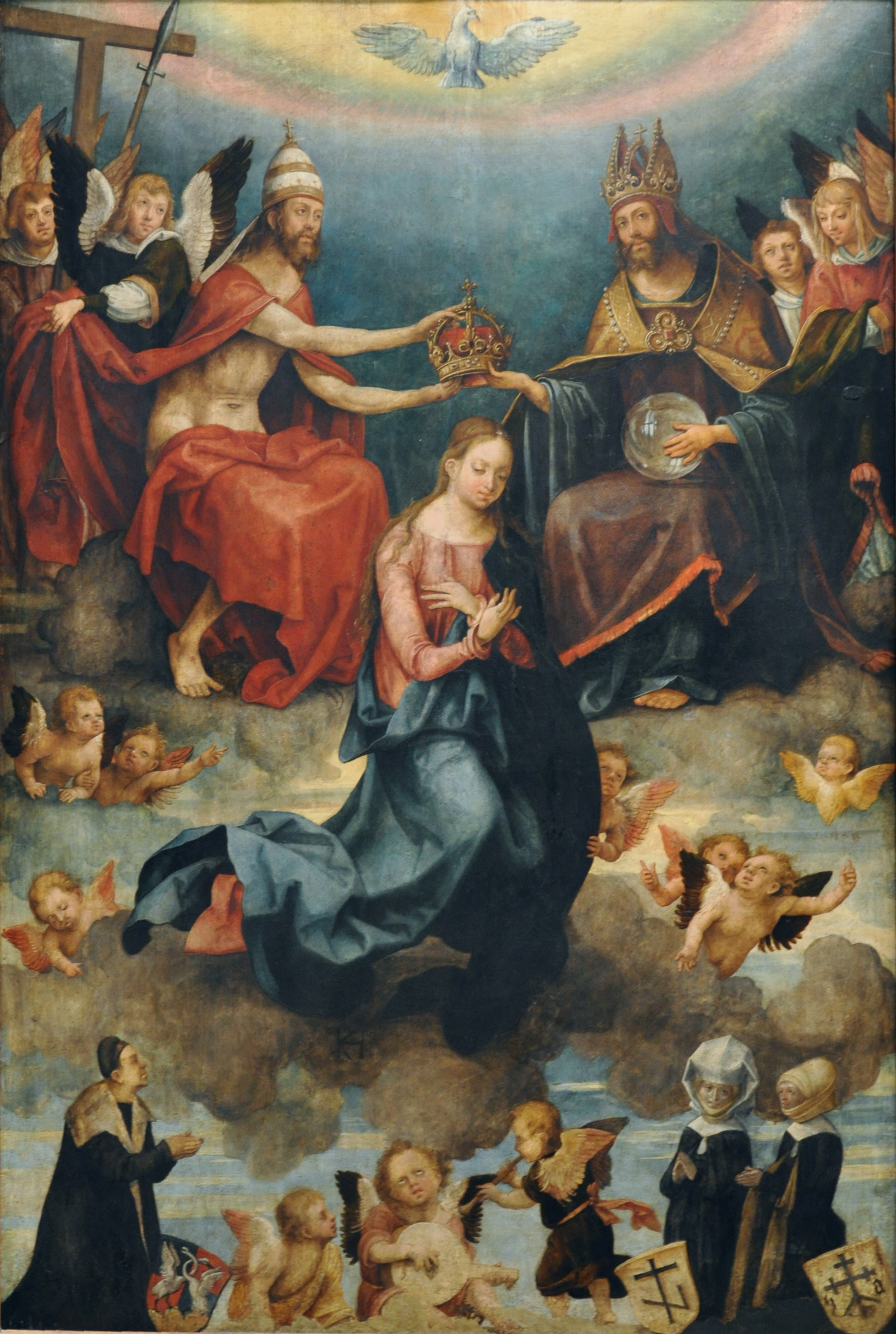
Couronnement de la Vierge 1514, Vienne
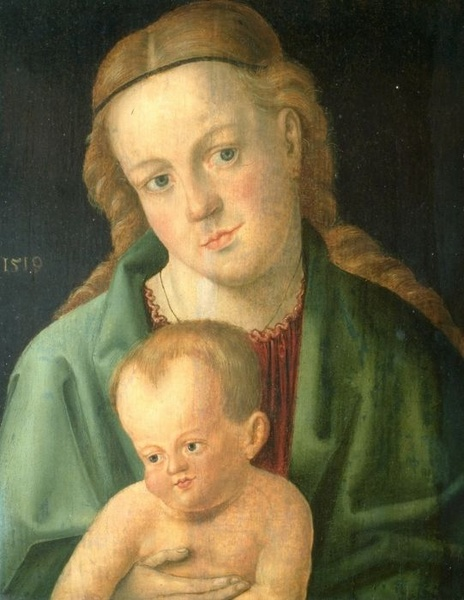
Vierge à l'enfant 1519
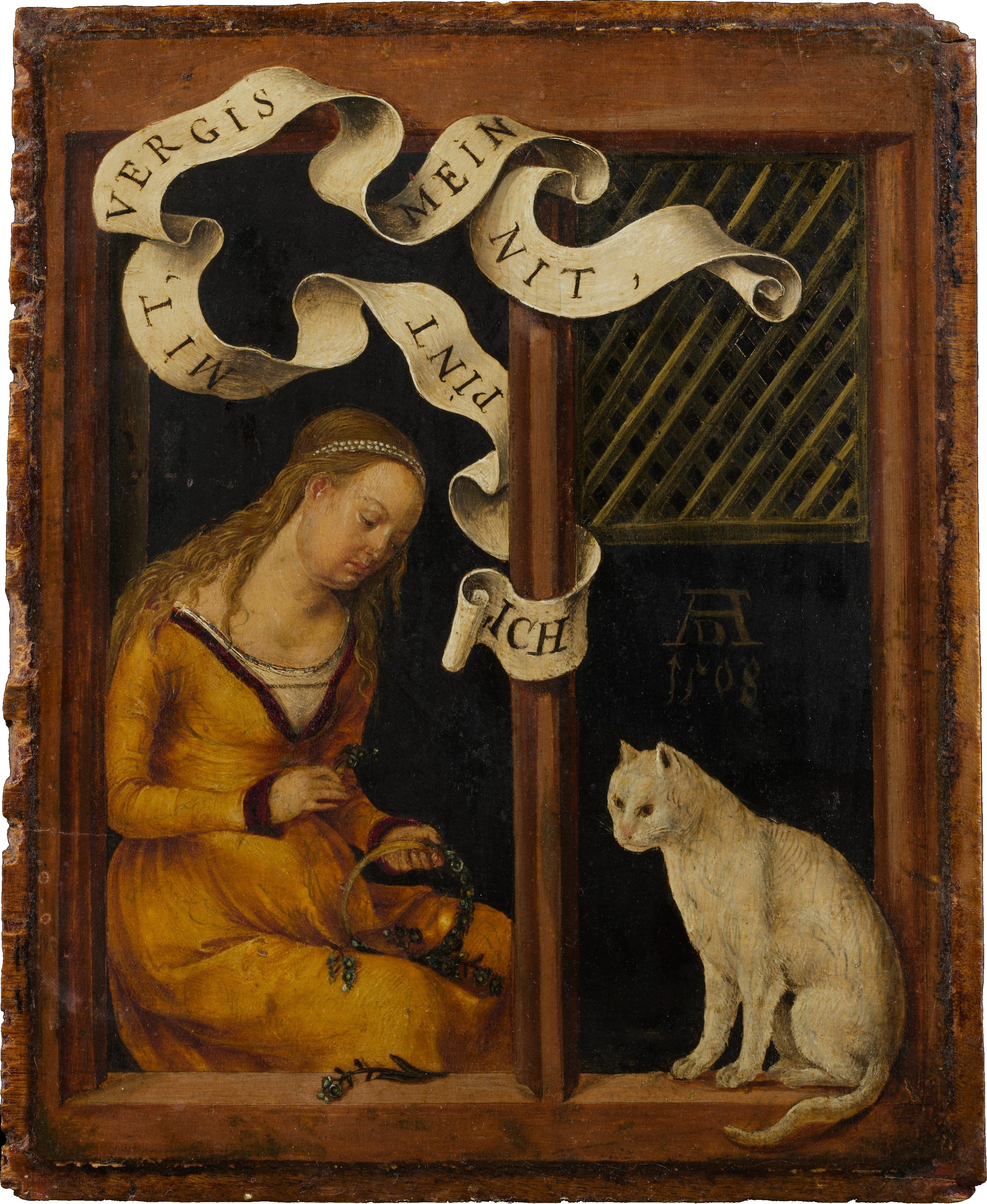
Jeune fille faisant une couronne New York

## Source, notes et références
1. 1 2  Maria-Cecilia Fabbri, « Biographies », dans Mina Gregori, Le Musée des Offices et le Palais Pitti, Paris, Editions Place des Victoires, 2000 (ISBN 2-84459-006-3), p. 668
2. ↑  Mina Gregori (trad. de l'italien), Le Musée des Offices et le Palais Pitti : La Peinture à Florence, Paris, Editions Place des Victoires, 2000, 685 p. (ISBN 2-84459-006-3), p.309
3. ↑  « Ange tenant un écusson aux armoiries de la famille Eseler, Hans von Kulmbach », sur Cat'zArts
4. ↑  Sous la direction d'Emmanuelle Brugerolles, Dürer et son temps. Dessins allemands de l'Ecole des Beaux-Arts, Beaux-arts de Paris les éditions, 2012, p. 92-99, Cat. 11

- (de) Cet article est partiellement ou en totalité issu de l’article de Wikipédia en allemand intitulé « Hans von Kulmbach » (voir la liste des auteurs).